# Lindt (bedrijf)

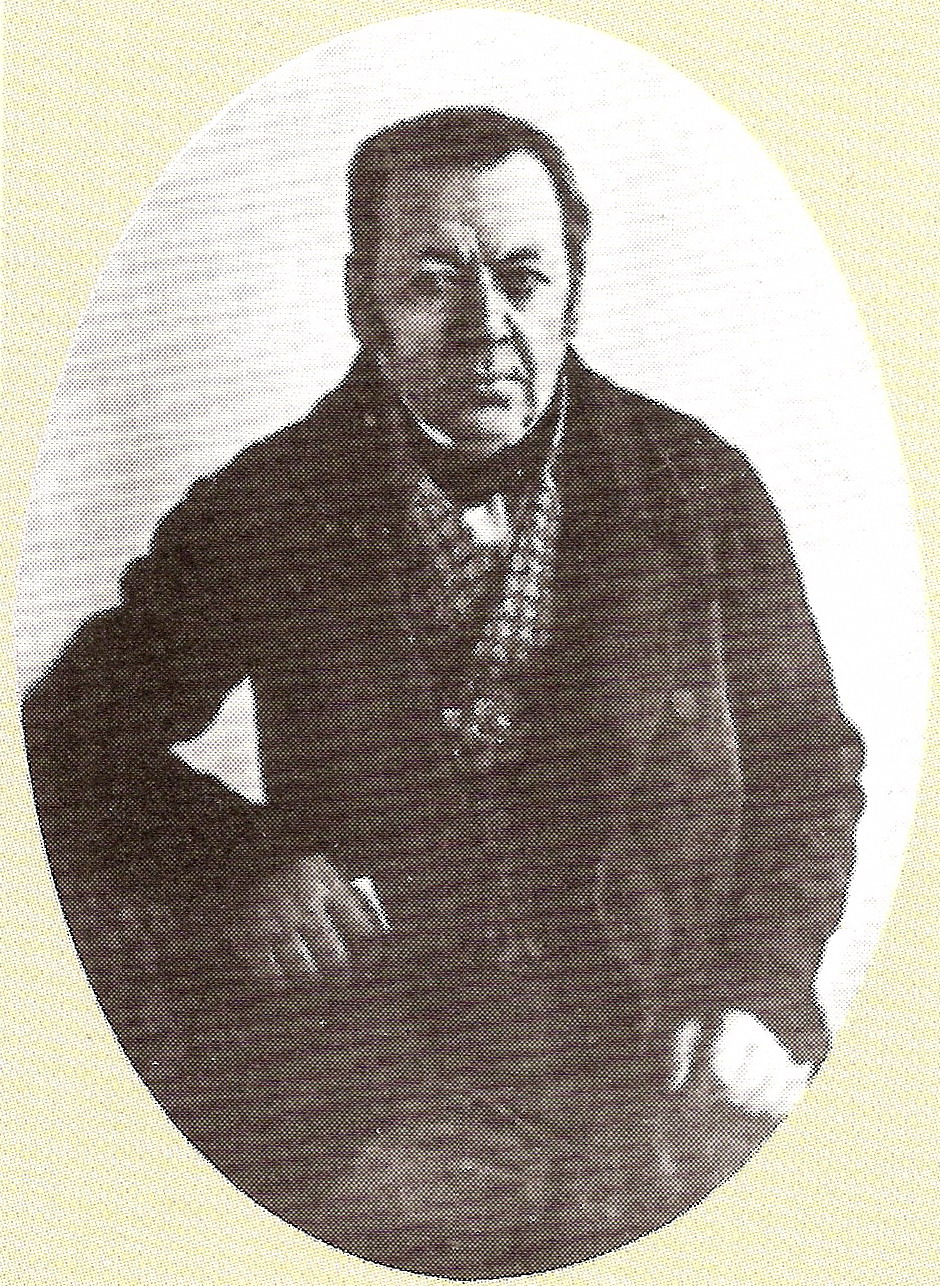
David Sprüngli

Lindt & Sprüngli AG, beter bekend als Lindt, is een Zwitserse chocoladefabrikant.

## Activiteiten
Lindt & Sprüngli is een grote producent van chocolade. In 2020 behaalde het een omzet van 4,0 miljard Zwitserse frank. Europa is de belangrijkste afzetmarkt, hier werd bijna de helft van de omzet gerealiseerd. Noord-Amerika is de tweede regio gemeten naar omzet en in de rest van de wereld werd bijna 15% van de omzet behaald. De verkopen in de Volksrepubliek China nemen snel toe, maar het land heeft nog een klein aandeel in de totale omzet. In de Verenigde Staten wordt de meeste omzet behaald, gevolgd door Duitsland en Frankrijk.
Het belangrijkste merk is Lindt, dat wereldwijd wordt gebruikt. Belangrijke merken met een meer regionaal karakter zijn Ghirardelli, Russell Stover, Pangburn’s en Whitman’s. Sinds 2009 heeft het eigen verkooppunten en in 2018 waren 460 winkels onder de labels Lindt, Ghirardelli, Russell Stover, en Caffarel.
De aandelen van het bedrijf staan genoteerd aan de Swiss Exchange. Per 31 december 2018 waren de grootste aandeelhouders: het Fonds für Pensionsergänzungen der Chocoladefabriken Lindt&Sprüngli AG, de Finanzierungsstiftung für die Vorsorgeeinrichtungen der Chocoladefabriken Lindt&Sprüngli AG, de Lindt Cocoa Foundation en de Lindt Chocolate Competence Foundation, die als groep opereren. De groep had 20,5% van de aandelen en stemrecht in handen.
Lindt & Sprüngli heeft zes fabrieken, in Kilchberg (Zwitserland), Aachen (Duitsland), Oloron-Sainte-Marie (Frankrijk), Induno Olona (Italië), Gloggnitz (Oostenrijk), Stratham (New Hampshire, Verenigde Staten). De fabriek in Gloggnitz produceert ook chocolade onder de naam Hofbauer & Küfferle als toevoeging op het Lindt-merk. Caffarels fabriek is gesitueerd in Luserna San Giovanni (Italië) en Ghirardelli's fabriek in San Leandro (Californië, Verenigde Staten).

## Geschiedenis
Het bedrijf is opgericht rond 1845. David Sprüngli-Schwarz en zijn zoon, Rudolf Sprüngli-Ammann hadden een zoetwarenwinkeltje in Zürich, waar na twee jaar een kleine chocoladefabriek bij kwam.
In 1892, toen Rudolf Sprüngli-Ammann zich vanwege zijn leeftijd terugtrok werd het bedrijf verdeeld tussen zijn twee zoons. De jongste, David Robert, kreeg twee zoetwarenwinkels die bekend kwamen te staan onder de naam Confiserie Sprüngli. De oudste zoon, Johann Rudolf, kreeg de chocoladefabriek. Om de nodige financiën voor uitbreiding te genereren maakte hij in 1899 er een Aktiengesellschaft van onder de naam Chocolat Sprüngli AG. In hetzelfde jaar kocht hij de chocoladefabriek van Rodolphe Lindt uit Bern. De naam van het bedrijf werd toen gewijzigd in Aktiengesellschaft Vereinigte Berner und Züricher Chocoladefabriken Lindt & Sprüngli.
In 1994 werd de Oostenrijkse chocolaterie Hofbauer gekocht, en werd ook het merk Küfferle onderdeel van het bedrijf. In respectievelijk 1997 en 1998, werden de Italiaanse chocolaterie Caffarel en het Amerikaanse bedrijf Ghirardelli in het concern opgenomen als onafhankelijke dochterondernemingen.
In 2014 werd de overname aangekondigd van het Amerikaanse zoetwarenbedrijf Russell Stover. Door deze overname werd Lindt de op twee na grootste chocoladeproducent in de Verenigde Staten, na Hershey's en Mars. Russell Stover behaalde een jaaromzet van US$ 500 miljoen en de producten werden verkocht in 70.000 winkels in de VS en in meer dan 20 andere landen. De overnamesom werd niet bekendgemaakt, maar werd geschat op zo'n US$ 1,4 miljard.

## Seizoensproducten

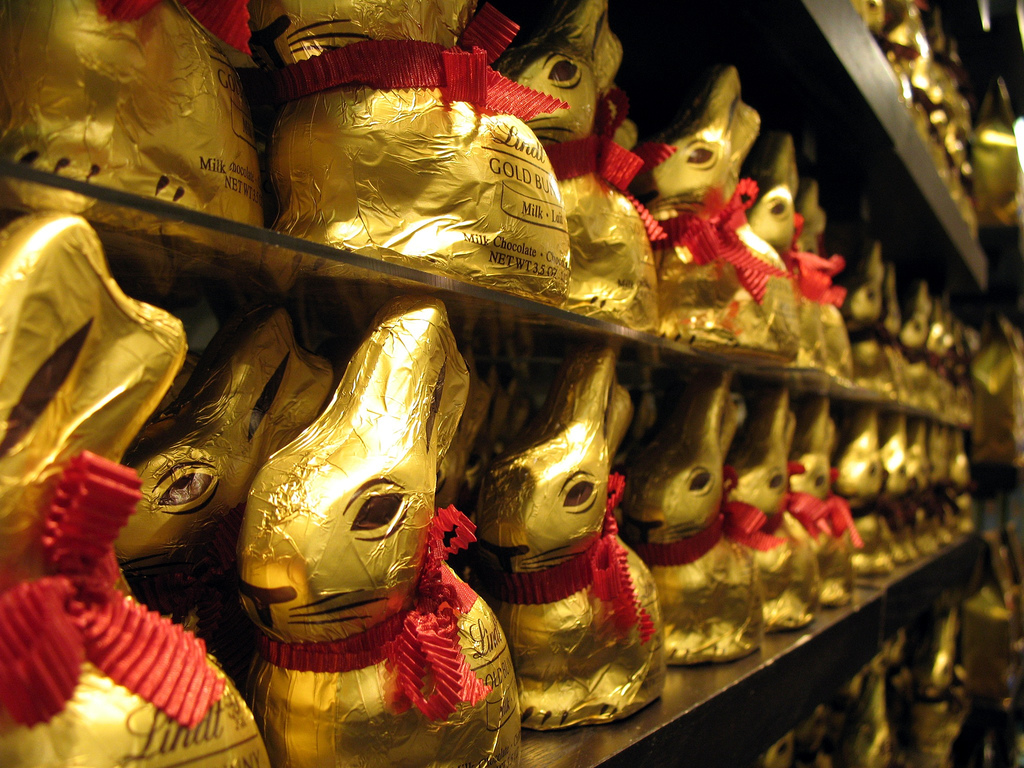
Lindt chocoladekonijnen

Lindt produceert voor Pasen sinds 1952 het Gouden konijn, een hol konijn van melkchocolade in meerdere formaten. Voor Valentijnsdag zijn er speciale gouden konijnen verkrijgbaar. Verder produceert het bedrijf chocolade in de vorm van wortelen, kippen en lammetjes.
Voor kerstmis produceert de fabriek een variëteit aan chocoladeproducten, waaronder een rendier, een kerstman, sneeuwmannen, beren, bellen, adventskalenders en chocolade ornamenten. Er wordt ook chocolade in blik verkocht.